# Kriva Reka (Čajetina)
Kriva Reka (em cirílico: Крива Река) é uma vila da Sérvia localizada no município de Čajetina, pertencente ao distrito de Zlatibor, na região de Stari Vlah. A sua população era de 1049 habitantes segundo o censo de 2011.

## Demografia
| 1948 | 1953 | 1961 | 1971 | 1981 | 1991 | 2002 | 2011 |
| ---- | ---- | ---- | ---- | ---- | ---- | ---- | ---- |
| 1447 | 1525 | 1455 | 1320 | 1262 | 1226 | 1135 | 1049 |